# Broad Institute
Le Broad Institute, officiellement appelé le Eli and Edythe L. Broad Institute of MIT and Harvard, est un centre de recherche biomédicale et génomique situé à Cambridge au Massachusetts. L'institut est géré et soutenu de manière indépendante en tant qu'organisation 501(c)(3). Il mène ses activités en partenariat avec le Massachusetts Institute of Technology, l'Université Harvard et les cinq hôpitaux universitaires de cette dernière.